# 12 Heures de Sebring 1999
Navigation
Édition précédente Édition suivante
Les 12 Heures de Sebring 1999 sont la 47e édition de l'épreuve et ont été remportées le 20 mars 1999 par la BMW no 42 de Jörg Müller, JJ Lehto et Tom Kristensen.

## Circuit

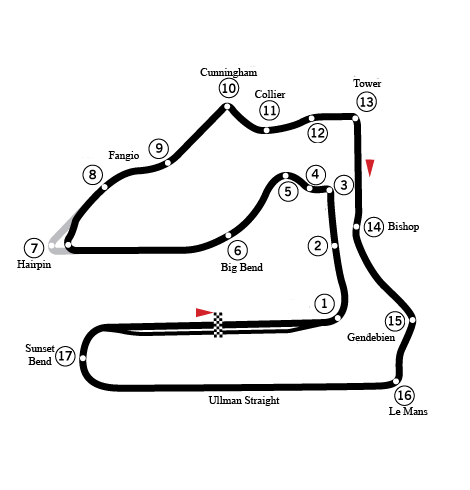
Le Sebring International Raceway, cadre des 12 Heures de Sebring 1999.

Les 12 Heures de Sebring 1999 se déroulent sur le Sebring International Raceway situé en Floride. Il est composé de deux longues lignes droites, séparées par des courbes rapides ainsi que quelques chicanes. Ce tracé a un grand passé historique car il est utilisé pour des courses automobiles depuis 1950. Ce circuit est célèbre car il a accueilli la Formule 1.

## Résultats
Voici le classement au terme de la course.
- Les vainqueurs de chaque catégorie sont signalés par un fond jauni.
- Pour la colonne Pneus, il faut passer le curseur au-dessus du modèle pour connaître le manufacturier de pneumatiques.

| Pos    | Cat | n° | Équipe                                     | Pilotes                                                             | Châssis                    | Pneus | Tours |
| Pos    | Cat | n° | Équipe                                     | Pilotes                                                             | Moteur                     | Pneus | Tours |
| ------ | --- | -- | ------------------------------------------ | ------------------------------------------------------------------- | -------------------------- | ----- | ----- |
| 1      | LMP | 42 | BMW Motorsport Schnitzer Motorsport        | Jörg Müller JJ Lehto Tom Kristensen                                 | BMW V12 LMR                | M     | 313   |
| 1      | LMP | 42 | BMW Motorsport Schnitzer Motorsport        | Jörg Müller JJ Lehto Tom Kristensen                                 | BMW S70 6.0 L V12          | M     | 313   |
| 2      | LMP | 20 | Dyson Racing                               | Butch Leitzinger Elliott Forbes-Robinson James Weaver               | Riley & Scott Mk III       | G     | 313   |
| 2      | LMP | 20 | Dyson Racing                               | Butch Leitzinger Elliott Forbes-Robinson James Weaver               | Ford 5.0 L V8              | G     | 313   |
| 3      | LMP | 77 | Audi Sport Team Joest                      | Michele Alboreto Rinaldo Capello Stefan Johansson                   | Audi R8R                   | M     | 310   |
| 3      | LMP | 77 | Audi Sport Team Joest                      | Michele Alboreto Rinaldo Capello Stefan Johansson                   | Audi 3.6 L Turbo V8        | M     | 310   |
| 4      | LMP | 38 | Champion Racing                            | Dirk Müller Thierry Boutsen Bob Wollek                              | Porsche 911 GT1 Evo        | M     | 308   |
| 4      | LMP | 38 | Champion Racing                            | Dirk Müller Thierry Boutsen Bob Wollek                              | Porsche 3.2 L Turbo Flat-6 | M     | 308   |
| 5      | LMP | 78 | Audi Sport Team Joest                      | Perry McCarthy Frank Biela Emanuele Pirro                           | Audi R8R                   | M     | 304   |
| 5      | LMP | 78 | Audi Sport Team Joest                      | Perry McCarthy Frank Biela Emanuele Pirro                           | Audi 3.6 L Turbo V8        | M     | 304   |
| 6      | LMP | 12 | Doyle Risi Racing                          | Alex Caffi Max Angelelli Wayne Taylor Juan Manuel Fangio II         | Ferrari 333 SP             | P     | 294   |
| 6      | LMP | 12 | Doyle Risi Racing                          | Alex Caffi Max Angelelli Wayne Taylor Juan Manuel Fangio II         | Ferrari F310E 4.0 L V12    | P     | 294   |
| 7      | LMP | 15 | Hybrid R&D                                 | Chris Bingham Ross Bentley Marc Duez                                | Riley & Scott Mk III       | Y     | 292   |
| 7      | LMP | 15 | Hybrid R&D                                 | Chris Bingham Ross Bentley Marc Duez                                | Ford 5.0 L V8              | Y     | 292   |
| 8      | LMP | 62 | Downing Atlanta                            | Dennis Spencer A.J. Smith Rich Grupp                                | Kudzu DLM                  | G     | 290   |
| 8      | LMP | 62 | Downing Atlanta                            | Dennis Spencer A.J. Smith Rich Grupp                                | Mazda 2.0 L 3-Rotor        | G     | 290   |
| 9      | GTS | 56 | Martin Snow Racing                         | Martin Snow Melanie Snow Patrick Huisman                            | Porsche 911 GT2            | M     | 287   |
| 9      | GTS | 56 | Martin Snow Racing                         | Martin Snow Melanie Snow Patrick Huisman                            | Porsche 3.6 L Turbo Flat-6 | M     | 287   |
| 10     | GTS | 48 | Freisinger Motorsport                      | Wolfgang Kaufmann Michel Ligonnet Lance Stewart                     | Porsche 911 GT2            | D     | 285   |
| 10     | GTS | 48 | Freisinger Motorsport                      | Wolfgang Kaufmann Michel Ligonnet Lance Stewart                     | Porsche 3.6 L Turbo Flat-6 | D     | 285   |
| 11     | GT  | 23 | Alex Job Racing                            | Kelly Collins Cort Wagner Darrly Havens                             | Porsche 911 Carrera RSR    | Y     | 284   |
| 11     | GT  | 23 | Alex Job Racing                            | Kelly Collins Cort Wagner Darrly Havens                             | Porsche 3.8 L Flat-6       | Y     | 284   |
| 12     | LMP | 63 | Downing Atlanta                            | Jim Downing Chris Ronson Steve Pelke                                | Kudzu DLY                  | G     | 281   |
| 12     | LMP | 63 | Downing Atlanta                            | Jim Downing Chris Ronson Steve Pelke                                | Mazda R26B 2.6 L 4-Rotor   | G     | 281   |
| 13     | GT  | 22 | Alex Job Racing                            | Randy Pobst Mike Fitzgerald David MacNeil                           | Porsche 911 Carrera RSR    | Y     | 281   |
| 13     | GT  | 22 | Alex Job Racing                            | Randy Pobst Mike Fitzgerald David MacNeil                           | Porsche 3.8 L Flat-6       | Y     | 281   |
| 14     | GT  | 17 | Aasco Performance Contemporary Motorsports | Mike Conte Bruno Lambert                                            | Porsche 911 Carrera RSR    | P     | 275   |
| 14     | GT  | 17 | Aasco Performance Contemporary Motorsports | Mike Conte Bruno Lambert                                            | Porsche 3.8 L Flat-6       | P     | 275   |
| 15     | GT  | 33 | Gallade                                    | Ulrich Gallade Ulli Richter Karl-Heinz Wlazik                       | Porsche 911 Carrera RSR    | ?     | 274   |
| 15     | GT  | 33 | Gallade                                    | Ulrich Gallade Ulli Richter Karl-Heinz Wlazik                       | Porsche 3.8 L Flat-6       | ?     | 274   |
| 16     | GTS | 61 | Konrad Motorsport                          | Charles Slater Peter Kitchak Mike Hezemans                          | Porsche 911 GT2            | D     | 273   |
| 16     | GTS | 61 | Konrad Motorsport                          | Charles Slater Peter Kitchak Mike Hezemans                          | Porsche 3.6 L Turbo Flat-6 | D     | 273   |
| 17 Abd | LMP | 8  | Transatlantic Racing                       | Duncan Dayton Scott Schubot Henry Camferdam                         | Riley & Scott Mk III       | G     | 268   |
| 17 Abd | LMP | 8  | Transatlantic Racing                       | Duncan Dayton Scott Schubot Henry Camferdam                         | Ford 5.0 L V8              | G     | 268   |
| 18     | GT  | 07 | G & W Motorsports                          | Steve Marshall Danny Marshall Darren Law Sylvain Tremblay           | Porsche 911 GT2 Evo        | P     | 268   |
| 18     | GT  | 07 | G & W Motorsports                          | Steve Marshall Danny Marshall Darren Law Sylvain Tremblay           | Porsche 3.8 L Turbo Flat-6 | P     | 268   |
| 19     | LMP | 28 | Intersport Racing                          | Jon Field Ryan Jones Chris Goodwin                                  | Lola B98/10                | G     | 268   |
| 19     | LMP | 28 | Intersport Racing                          | Jon Field Ryan Jones Chris Goodwin                                  | Ford (Roush) 6.0 L V8      | G     | 268   |
| 20     | GT  | 54 | Bell Motorsports                           | Stu Hayner Tony Kester Scott Neuman Matt Drendel                    | BMW M3                     | ?     | 268   |
| 20     | GT  | 54 | Bell Motorsports                           | Stu Hayner Tony Kester Scott Neuman Matt Drendel                    | BMW 3.2 L I6               | ?     | 268   |
| 21     | LMP | 31 | Genesis Racing                             | Rick Fairbanks Dave Dullum Kurt Baumann                             | Riley & Scott Mk III       | ?     | 267   |
| 21     | LMP | 31 | Genesis Racing                             | Rick Fairbanks Dave Dullum Kurt Baumann                             | Ford 5.0 L V8              | ?     | 267   |
| 22     | GT  | 03 | Reiser Callas Rennsport                    | Grady Willingham Craig Stanton Joel Reiser                          | Porsche 911 Carrera RSR    | P     | 262   |
| 22     | GT  | 03 | Reiser Callas Rennsport                    | Grady Willingham Craig Stanton Joel Reiser                          | Porsche 3.8 L Flat-6       | P     | 262   |
| 23     | GTS | 3  | Corvette Racing                            | Chris Kneifel John Paul, Jr. Ron Fellows                            | Chevrolet Corvette C5-R    | G     | 262   |
| 23     | GTS | 3  | Corvette Racing                            | Chris Kneifel John Paul, Jr. Ron Fellows                            | Chevrolet 6.0 L V8         | G     | 262   |
| 24 Abd | GT  | 70 | Alegra Motorsports                         | Scooter Gabel Carlos DeQuesada Ugo Colombo                          | Porsche 911 Carrera RSR    | ?     | 258   |
| 24 Abd | GT  | 70 | Alegra Motorsports                         | Scooter Gabel Carlos DeQuesada Ugo Colombo                          | Porsche 3.8 L Flat-6       | ?     | 258   |
| 25 Abd | LMP | 74 | Robinson Racing                            | George Robinson Irv Hoerr Jack Baldwin                              | Riley & Scott Mk III       | ?     | 243   |
| 25 Abd | LMP | 74 | Robinson Racing                            | George Robinson Irv Hoerr Jack Baldwin                              | Chevrolet 6.0 L V8         | ?     | 243   |
| 26 Abd | GT  | 7  | Prototype Technology Group                 | Mark Simo Brian Cunningham Johannes van Overbeek                    | BMW M3                     | Y     | 238   |
| 26 Abd | GT  | 7  | Prototype Technology Group                 | Mark Simo Brian Cunningham Johannes van Overbeek                    | BMW 3.2 L I6               | Y     | 238   |
| 27     | GTS | 49 | Freisinger Motorsport                      | Brad Creger Mandfred Jurasz Michael Irmgratz                        | Porsche 911 GT2            | D     | 237   |
| 27     | GTS | 49 | Freisinger Motorsport                      | Brad Creger Mandfred Jurasz Michael Irmgratz                        | Porsche 3.6 L Turbo Flat-6 | D     | 237   |
| 28     | GTS | 04 | CJ Motorsport                              | John Graham Davy Jones John Morton                                  | Porsche 911 GT2            | ?     | 219   |
| 28     | GTS | 04 | CJ Motorsport                              | John Graham Davy Jones John Morton                                  | Porsche 3.6 L Turbo Flat-6 | ?     | 219   |
| 29 Abd | LMP | 16 | Dyson Racing                               | Dorsey Schroeder Andy Wallace James Weaver                          | Riley & Scott Mk III       | G     | 218   |
| 29 Abd | LMP | 16 | Dyson Racing                               | Dorsey Schroeder Andy Wallace James Weaver                          | Ford 5.0 L V8              | G     | 218   |
| 30 Abd | GT  | 46 | Team Transenergy                           | Sam Shalala Shareef Malnik Andre Toennis Bill Rollwitz              | Porsche 911 Carrera RSR    | ?     | 206   |
| 30 Abd | GT  | 46 | Team Transenergy                           | Sam Shalala Shareef Malnik Andre Toennis Bill Rollwitz              | Porsche 3.8 L Flat-6       | ?     | 206   |
| 31 Abd | GT  | 10 | Prototype Technology Group                 | Boris Said Peter Cunningham Hans-Joachim Stuck                      | BMW M3                     | Y     | 200   |
| 31 Abd | GT  | 10 | Prototype Technology Group                 | Boris Said Peter Cunningham Hans-Joachim Stuck                      | BMW 3.2 L I6               | Y     | 200   |
| 32     | LMP | 29 | Intersport Racing                          | John Mirro Sam Brown Butch Brickell Andy Petery                     | Riley & Scott Mk III       | G     | 199   |
| 32     | LMP | 29 | Intersport Racing                          | John Mirro Sam Brown Butch Brickell Andy Petery                     | Ford 5.0 L V8              | G     | 199   |
| 33 Abd | LMP | 2  | Panoz Motor Sports                         | Johnny O'Connell Jan Magnussen John Nielsen                         | Panoz GTR-1                | M     | 198   |
| 33 Abd | LMP | 2  | Panoz Motor Sports                         | Johnny O'Connell Jan Magnussen John Nielsen                         | Ford (Roush) 6.0 L V8      | M     | 198   |
| 34 Abd | GT  | 02 | Reiser Callas Rennsport                    | David Murry Johnny Mowlem                                           | Porsche 911 Carrera RSR    | P     | 197   |
| 34 Abd | GT  | 02 | Reiser Callas Rennsport                    | David Murry Johnny Mowlem                                           | Porsche 3.8 L Flat-6       | P     | 197   |
| 35     | LMP | 44 | Autoexe Motorsports                        | Yojiro Terada Franck Fréon                                          | Autoexe LMP99              | Y     | 195   |
| 35     | LMP | 44 | Autoexe Motorsports                        | Yojiro Terada Franck Fréon                                          | Ford 6.0 L V8              | Y     | 195   |
| 36     | GT  | 72 | Bell Motorsports                           | Leo Hindery Peter Baron James McCormick Gian Luigi Buitoni          | BMW M3                     | Y     | 190   |
| 36     | GT  | 72 | Bell Motorsports                           | Leo Hindery Peter Baron James McCormick Gian Luigi Buitoni          | BMW 3.2 L I6               | Y     | 190   |
| 37 Abd | LMP | 0  | Team Rafanelli SRL                         | Eric van de Poele David Saelens Tomáš Enge                          | Riley & Scott Mk III       | Y     | 185   |
| 37 Abd | LMP | 0  | Team Rafanelli SRL                         | Eric van de Poele David Saelens Tomáš Enge                          | Judd GV4 4.0 L V10         | Y     | 185   |
| 38 Abd | GTS | 4  | Riley & Scott Inc.                         | Scott Sharp Andy Pilgrim John Heinricy                              | Chevrolet Corvette C5-R    | G     | 157   |
| 38 Abd | GTS | 4  | Riley & Scott Inc.                         | Scott Sharp Andy Pilgrim John Heinricy                              | Chevrolet 6.0 L V8         | G     | 157   |
| 39 Abd | GTS | 83 | ARBJH Development Chiefie Motorsports      | Claudia Hürtgen Hubert Haupt Zak Brown                              | Porsche 911 GT2            | ?     | 149   |
| 39 Abd | GTS | 83 | ARBJH Development Chiefie Motorsports      | Claudia Hürtgen Hubert Haupt Zak Brown                              | Porsche 3.6 L Turbo Flat-6 | ?     | 149   |
| 40 Abd | LMP | 43 | BMW Motorsport Schnitzer Motorsport        | Joachim Winkelhock Pierluigi Martini Yannick Dalmas                 | BMW V12 LMR                | M     | 135   |
| 40 Abd | LMP | 43 | BMW Motorsport Schnitzer Motorsport        | Joachim Winkelhock Pierluigi Martini Yannick Dalmas                 | BMW S70 6.0 L V12          | M     | 135   |
| 41 Abd | LMP | 26 | Price & Bscher                             | Thomas Bscher Steve Soper Bill Auberlen                             | BMW V12 LM                 | G     | 127   |
| 41 Abd | LMP | 26 | Price & Bscher                             | Thomas Bscher Steve Soper Bill Auberlen                             | BMW S70 6.0 L V12          | G     | 127   |
| 42 Abd | LMP | 5  | Whittington Bros.                          | Don Whittington Dale Whittington (en) Hurley Haywood                | Riley & Scott Mk III       | G     | 125   |
| 42 Abd | LMP | 5  | Whittington Bros.                          | Don Whittington Dale Whittington (en) Hurley Haywood                | Ford (Roush) 6.0 L V8      | G     | 125   |
| 43 Abd | LMP | 60 | Kopf Precision                             | Kris Wilson Tim Moser                                               | Keiler KII                 | G     | 122   |
| 43 Abd | LMP | 60 | Kopf Precision                             | Kris Wilson Tim Moser                                               | Ford 5.0L V8               | G     | 122   |
| 44 Abd | LMP | 36 | Doran Enterprises Jim Matthews Racing      | Tommy Kendall Jim Matthews Mark Dismore                             | Ferrari 333 SP             | M     | 118   |
| 44 Abd | LMP | 36 | Doran Enterprises Jim Matthews Racing      | Tommy Kendall Jim Matthews Mark Dismore                             | Ferrari F310E 4.0 L V12    | M     | 118   |
| 45 Abd | LMP | 27 | Doran Enterprises                          | Didier Theys Mauro Baldi Fredy Lienhard                             | Ferrari 333 SP             | M     | 107   |
| 45 Abd | LMP | 27 | Doran Enterprises                          | Didier Theys Mauro Baldi Fredy Lienhard                             | Ferrari F310E 4.0L V12     | M     | 107   |
| 46 Abd | LMP | 1  | Panoz Motor Sports                         | David Brabham Éric Bernard                                          | Panoz GTR-1                | M     | 103   |
| 46 Abd | LMP | 1  | Panoz Motor Sports                         | David Brabham Éric Bernard                                          | Ford (Roush) 6.0 L V8      | M     | 103   |
| 47 Abd | GT  | 39 | Broadfoot Racing                           | Stephen Earle Todd Snyder Allan Ziegelman Chris Mitchum             | Porsche 911 Carrera RSR    | ?     | 100   |
| 47 Abd | GT  | 39 | Broadfoot Racing                           | Stephen Earle Todd Snyder Allan Ziegelman Chris Mitchum             | Porsche 3.8 L Flat-6       | ?     | 100   |
| 48 Abd | LMP | 95 | TRV Motorsport                             | Jeret Schroeder Pete Halsmer Tom Volk Barry Waddell                 | Riley & Scott Mk III       | Y     | 87    |
| 48 Abd | LMP | 95 | TRV Motorsport                             | Jeret Schroeder Pete Halsmer Tom Volk Barry Waddell                 | Chevrolet 6.0 L V8         | Y     | 87    |
| 49 Abd | LMP | 18 | Dollahite Racing                           | Bill Dollahite Doc Bundy Mike Davies                                | Ferrari 333 SP             | P     | 84    |
| 49 Abd | LMP | 18 | Dollahite Racing                           | Bill Dollahite Doc Bundy Mike Davies                                | Ferrari F310E 4.0 L V12    | P     | 84    |
| 50 Abd | GT  | 73 | Auto Sport South                           | Kevin Wheeler Jack Refenning Brady Refenning Jake Vargo             | Porsche 911 Carrera RSR    | ?     | 73    |
| 50 Abd | GT  | 73 | Auto Sport South                           | Kevin Wheeler Jack Refenning Brady Refenning Jake Vargo             | Porsche 3.8 L Flat-6       | ?     | 73    |
| 51 Abd | GT  | 88 | Vanderhoof Racing                          | Joe Varde Tim Ralston Blaise Alexander                              | Porsche 911 Carrera RSR    | ?     | 71    |
| 51 Abd | GT  | 88 | Vanderhoof Racing                          | Joe Varde Tim Ralston Blaise Alexander                              | Porsche 3.8 L Flat-6       | ?     | 71    |
| 52 Abd | GTS | 50 | Johnson Autosport                          | Robert Johnson Mike Hoke Tim McGlynn                                | Porsche 911 Turbo          | ?     | 70    |
| 52 Abd | GTS | 50 | Johnson Autosport                          | Robert Johnson Mike Hoke Tim McGlynn                                | Porsche 3.6 L Turbo Flat-6 | ?     | 70    |
| 53 Abd | GTS | 99 | Schumacher Racing                          | Larry Schumacher Robert Nearn John O'Steen                          | Porsche 911 GT2            | M     | 65    |
| 53 Abd | GTS | 99 | Schumacher Racing                          | Larry Schumacher Robert Nearn John O'Steen                          | Porsche 3.6 L Turbo Flat-6 | M     | 65    |
| 54 Abd | GTS | 55 | Saleen/Allen Speedlab                      | Steve Saleen Terry Borcheller Ron Johnson Darren Law                | Saleen Mustang SR          | P     | 56    |
| 54 Abd | GTS | 55 | Saleen/Allen Speedlab                      | Steve Saleen Terry Borcheller Ron Johnson Darren Law                | Ford 8.0 L V8              | P     | 56    |
| 55 Abd | LMP | 66 | Konrad Motorsport                          | Franz Konrad Jan Lammers Tim Hubman                                 | Lola B98/10                | D     | 48    |
| 55 Abd | LMP | 66 | Konrad Motorsport                          | Franz Konrad Jan Lammers Tim Hubman                                 | Lotus 3.5 L Turbo V8       | D     | 48    |
| 56 Abd | GT  | 76 | Team ARE                                   | Peter Argetsinger Richard Polidori John McCaig                      | Porsche 911 Carrera RSR    | Y     | 36    |
| 56 Abd | GT  | 76 | Team ARE                                   | Peter Argetsinger Richard Polidori John McCaig                      | Porsche 3.8 L Flat-6       | Y     | 36    |
| 57 Abd | GTS | 71 | DM Motorsports                             | Arthur Pilla Bob Mazzuoccola David Kicak Mark Montgomery            | Porsche 911 GT2 Evo        | ?     | 32    |
| 57 Abd | GTS | 71 | DM Motorsports                             | Arthur Pilla Bob Mazzuoccola David Kicak Mark Montgomery            | Porsche 3.8 L Turbo Flat-6 | ?     | 32    |
| 58 Abd | LMP | 11 | Doyle-Risi Racing                          | Anthony Lazzaro Max Angelelli Didier de Radiguès                    | Ferrari 333 SP             | P     | 28    |
| 58 Abd | LMP | 11 | Doyle-Risi Racing                          | Anthony Lazzaro Max Angelelli Didier de Radiguès                    | Ferrari F310E 4.0 L V12    | P     | 28    |
| Np     | GT  | 25 | RWS Motorsport                             | Kirsten Jodexnis Günther Blieninger Hans-Jörg Hofer Luca Riccitelli | Porsche 911 Carrera RSR    | M     | -     |
| Np     | GT  | 25 | RWS Motorsport                             | Kirsten Jodexnis Günther Blieninger Hans-Jörg Hofer Luca Riccitelli | Porsche 3.8 L Flat-6       | M     | -     |
| Np     | LMP | 97 | Team Cascadia                              | Shane Lewis Vic Rice Ed Zabinski                                    | Lola B98/12                | P     | -     |
| Np     | LMP | 97 | Team Cascadia                              | Shane Lewis Vic Rice Ed Zabinski                                    | BMW 4.0 L V8               | P     | -     |